# Football Club Lumezzane
El Football Club Lumezzane es un club de fútbol de Italia, con sede en Lumezzane, en la región de Lombardía. Fue fundado en 1946 y refundado en 2018. Compite en la Serie C, tercera categoría del fútbol italiano.

## Historia
Fue fundado en el año 1946 en la ciudad de Lumezzane con el nombre AC Lumezzane, participante en las divisiones regionales por 10 años, ya que entre 1956 y 1961 el club permaneció inactivo.
Luego de regresa a la actividad en 1961, treinta años después logra el ascenso a la Serie D por primera vez, y dos años después logra el ascenso a la Serie C2, mismo año en el que cambia su nombre por el de Associazione Calcio Lumezzane S.p.A. En 1997 logra el ascenso a la Serie C1 y en 1998 juega por primera vez en la Copa Italia donde es eliminado en la primera ronda.
En 2006 desciende de la Serie C2, donde luego de dos temporadas logra el ascenso a la Lega Promo Prima Divizione. En la temporada 2009/10 es campeón de la Copa Italia Serie C y en 2013 es incluido en la Serie C, donde juega por cuatro temporadas luego del descenso en la temporada 2016/17 a Serie D. Luego de dos descensos consecutivos el club renuncia a jugar en la Eccellenza en 2018 y en su lugar decide adquirir la plaza del Associazione Sportiva Dilettantistica ValgobbiaZanano en la Promozione y pasar a llamarse Football Club Lumezzane VGZ Associazione Sportiva Dilettantistica.
En 2021 pasó a llamarse FC Lumezzane y logra el regreso a la Serie D, y al año siguiente logra el ascenso a la Serie C.

## Palmarés

### Torneos interregionales
- Serie C2 (1): 1996-97 (Grupo A)
- Copa Italia de la Lega Pro (1): 2009-10
- Serie D (1): 2022-23 (Grupo B)

### Torneos regionales
- Eccellenza Lombardia (1): 2021-22 (Grupo C)
- Promozione Lombardia (2): 1953-54 (Grupo A), 1988-89 (Grupo D)
- Prima Categoria Lombardia (1): 1966-67 (Grupo A)
- Seconda Divisione Lombardia (1): 1950-51
- Terza Categoria Lombardia (2): 1961-62 (Grupo A), 1963-64 (Grupo A)